# Trentepohlia doddi
Trentepohlia doddi là một loài ruồi trong họ Limoniidae. Chúng phân bố ở miền Australasia.